# برج الابتكار
برج الابتكار (بالإنجليزية: Innovation_Tower)‏ هو أحد أعمال المعمارية زها حديد، وقد أكتمل بنائه في 2013. ويقع في هونغ كونغ.

## معرض صور

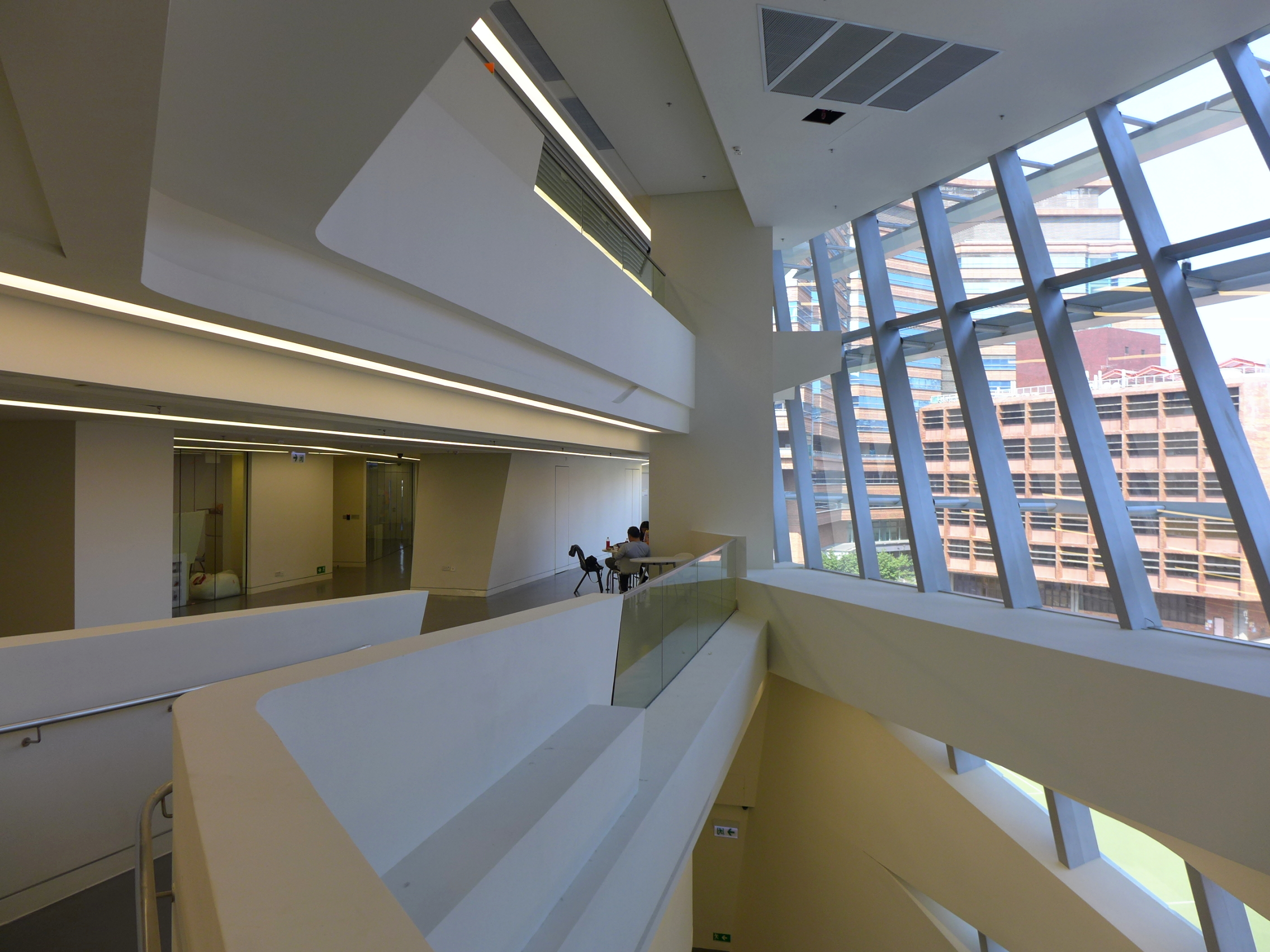
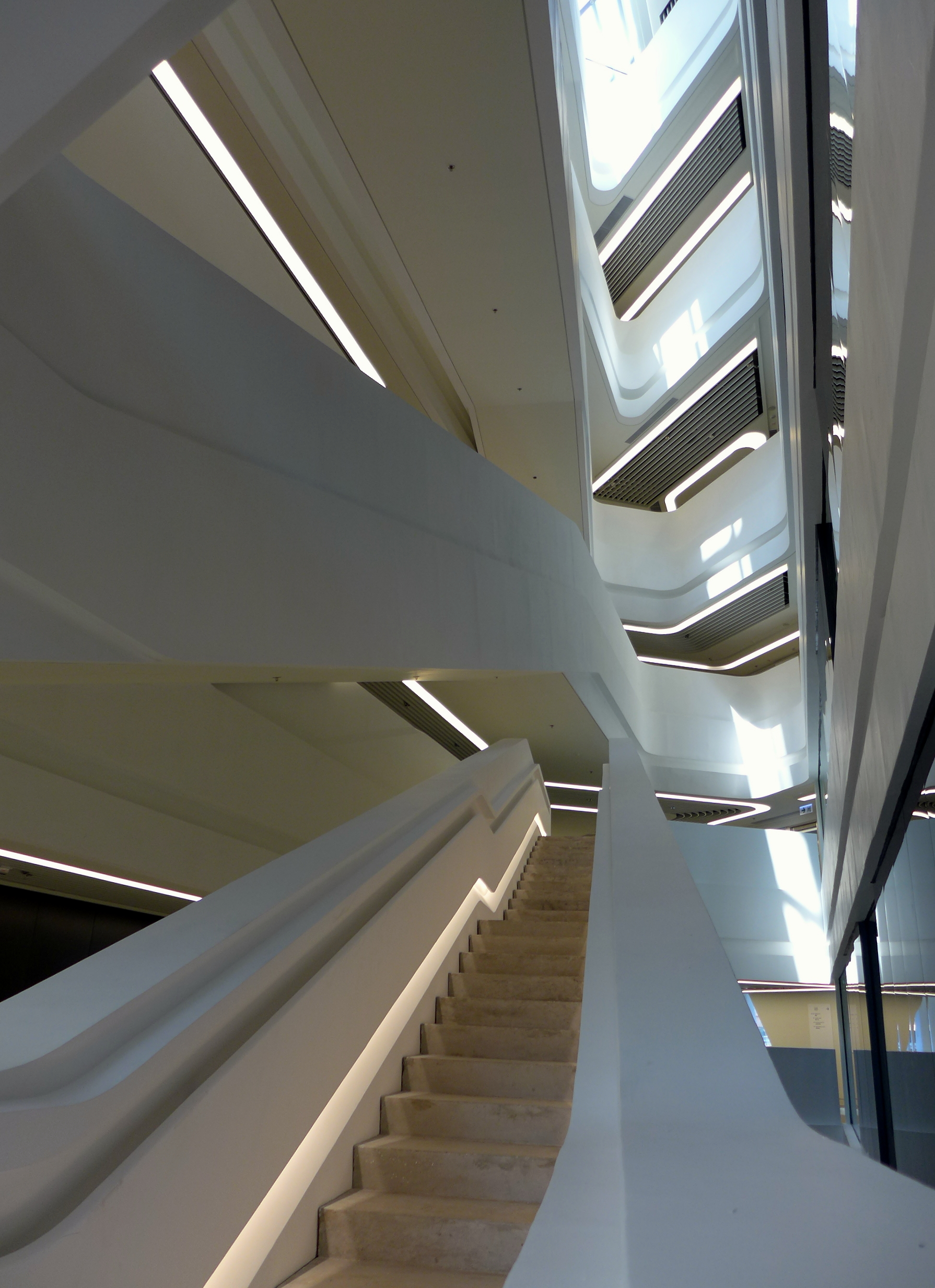
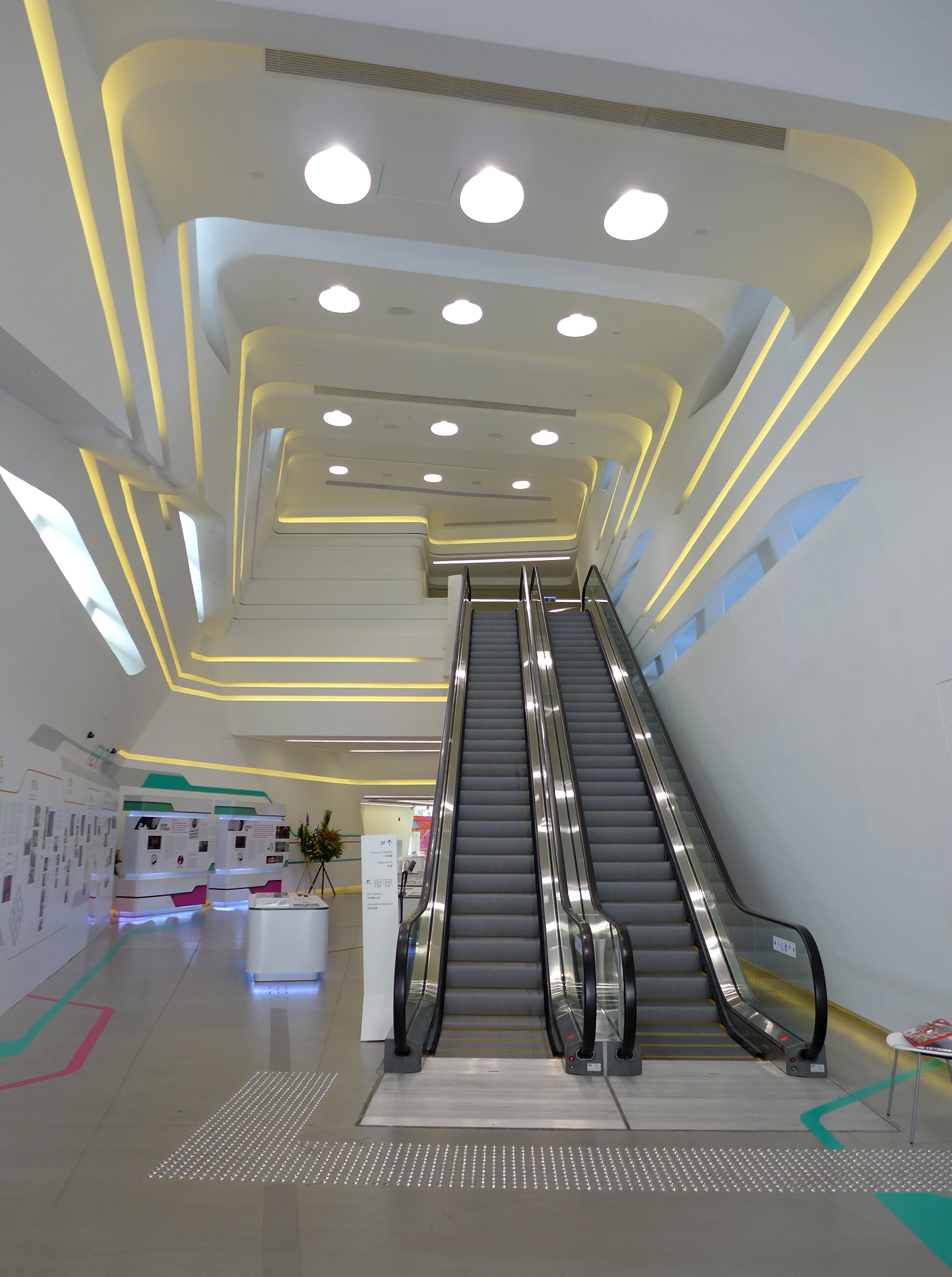
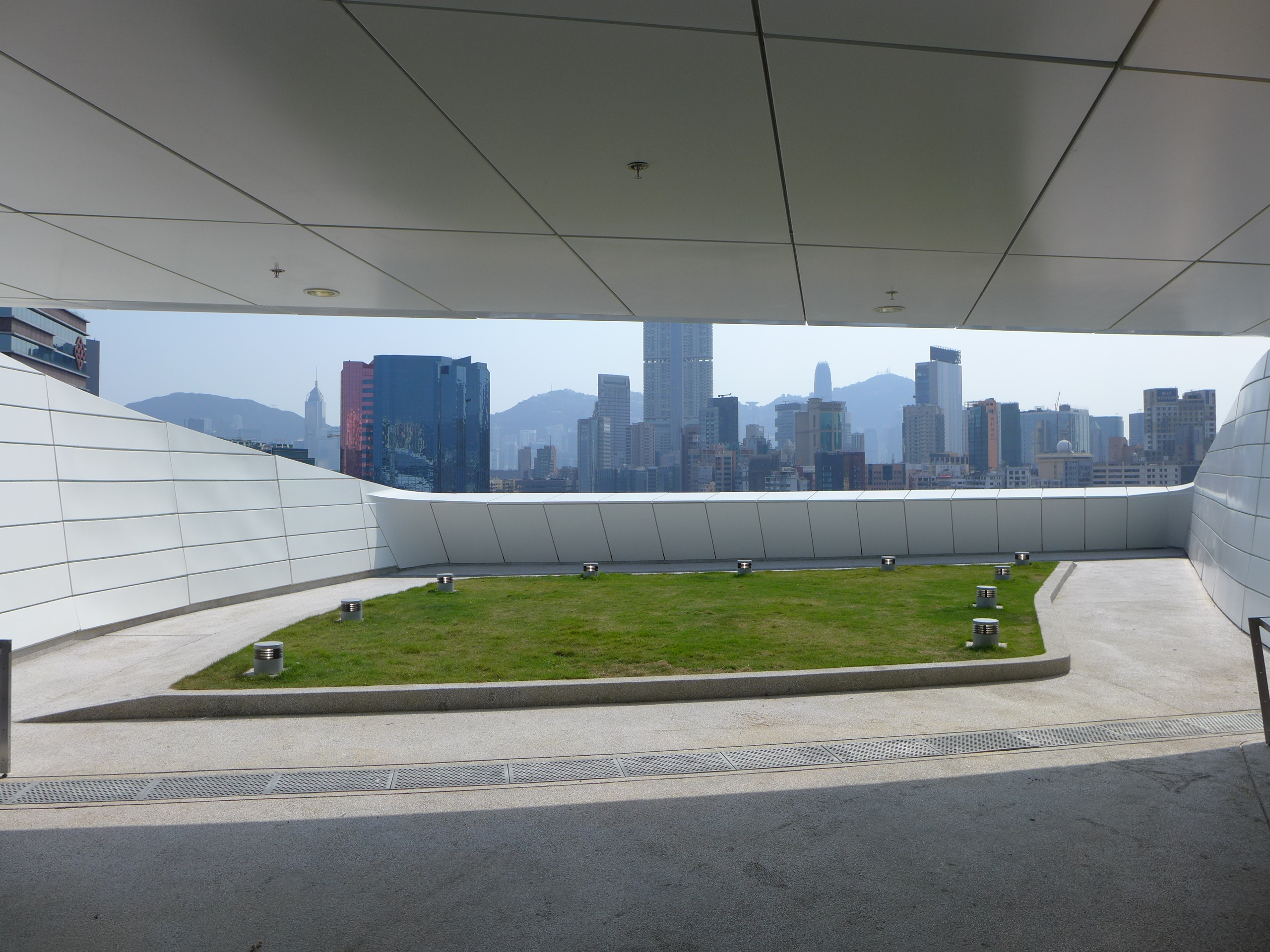
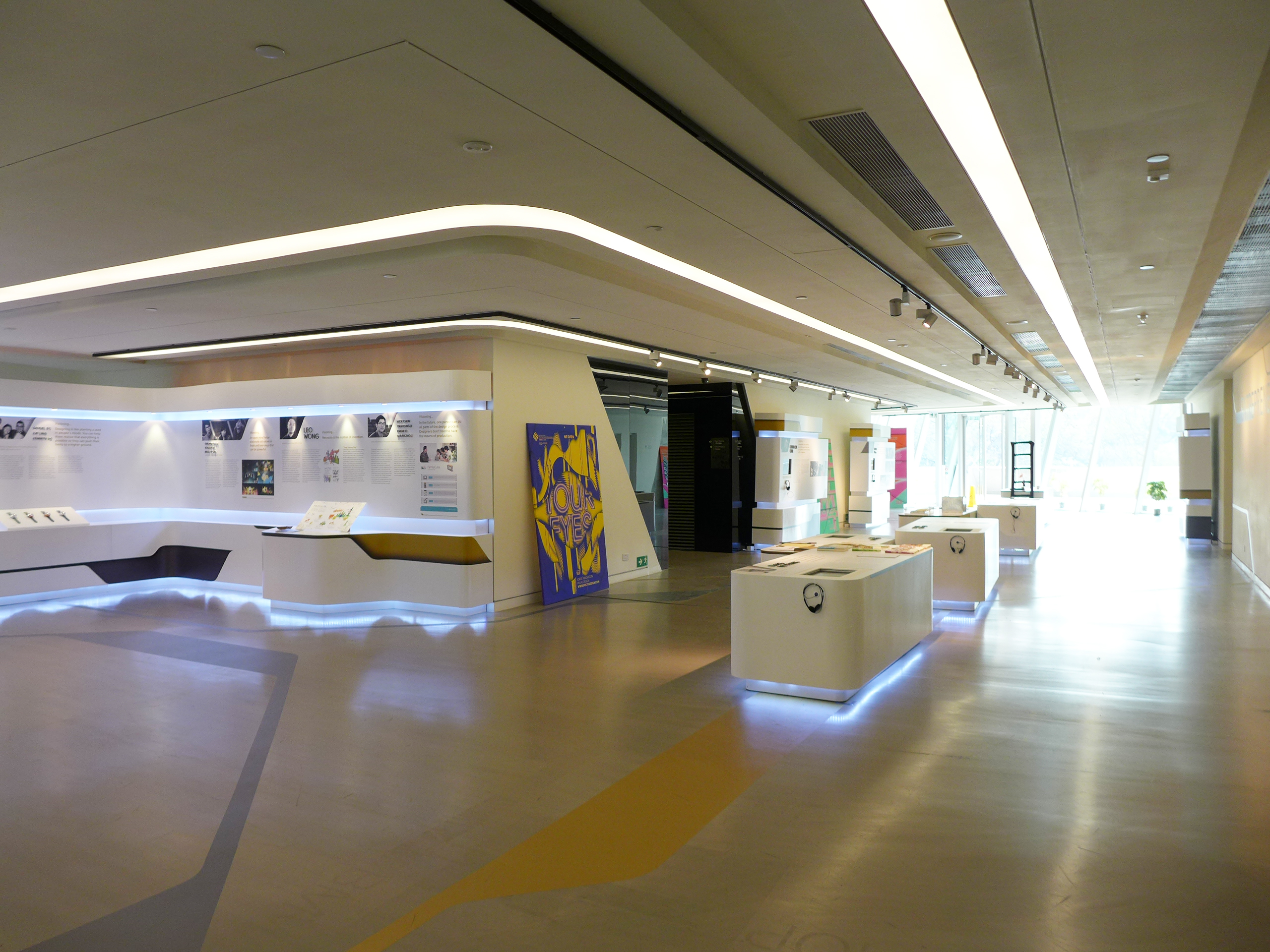